# Marmeren (papier)

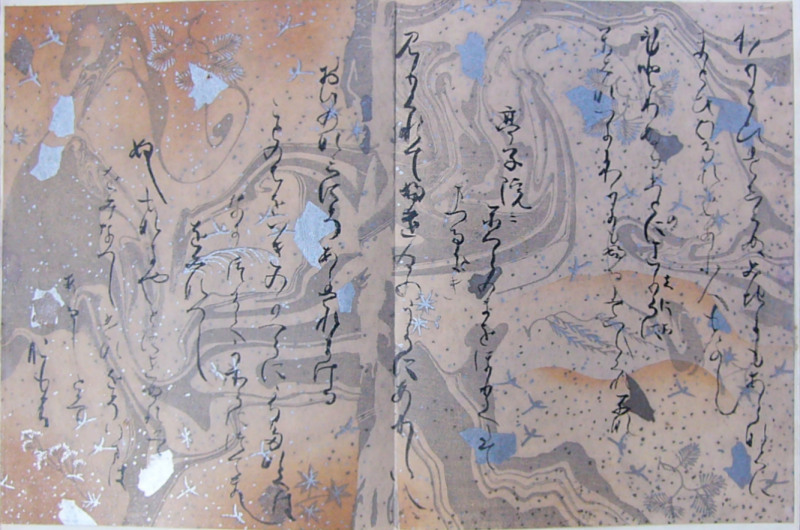
Twee pagina's uit een 12e-eeuwse boek van waka gedichten met marmerpapier, Japan

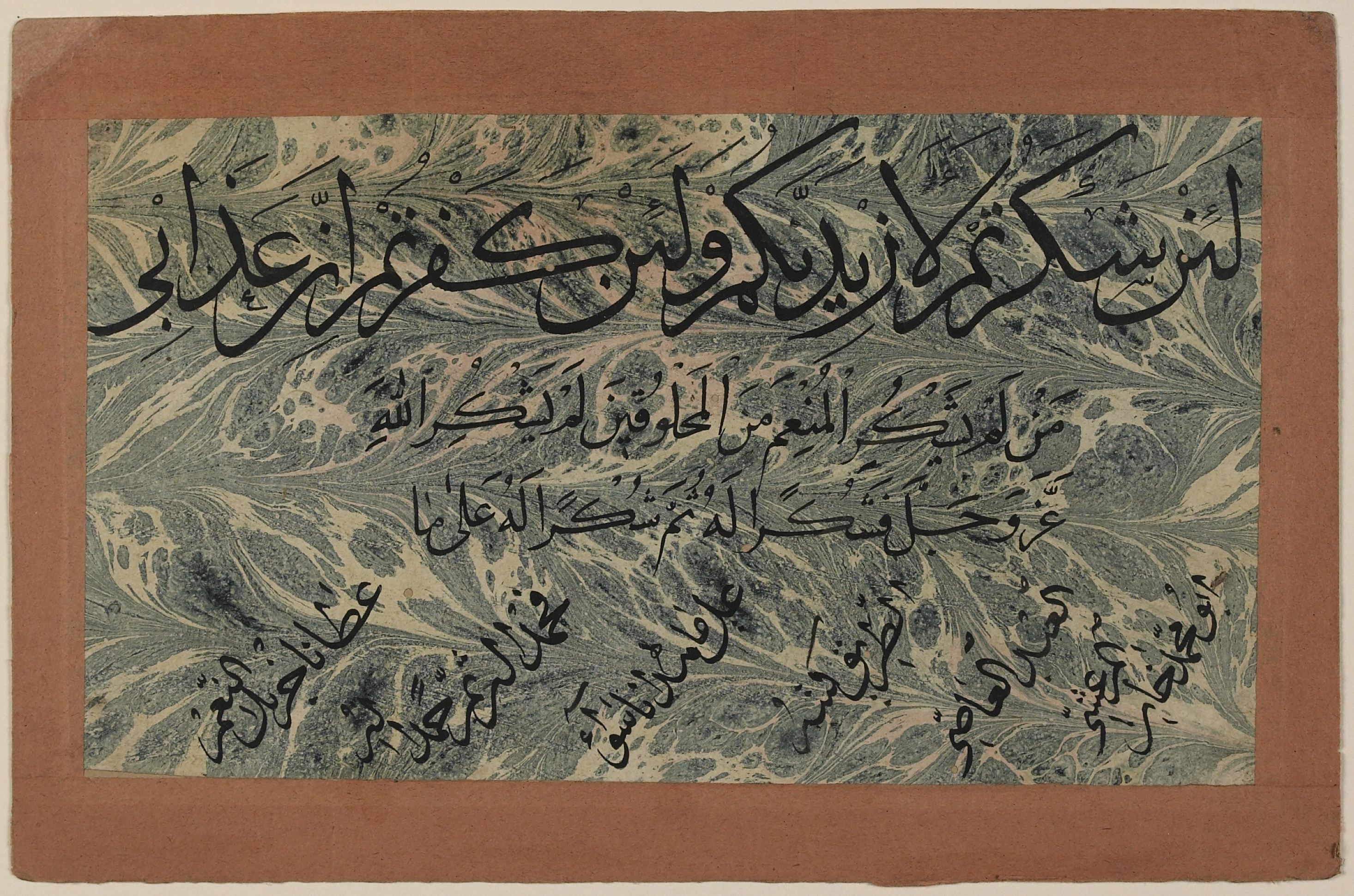
Marmerpapier met Qur'an-vers (14:7), Perzisch of Turks, 18e eeuw

Marmeren is een schildertechniek waarmee kleurig papier gemaakt kan worden, door er patronen van olieverf op aan te brengen.

## Geschiedenis
De kunst van het papier marmeren ontstond ongeveer 2000 jaar geleden in China. Oorspronkelijk was het een geheime techniek. Het werd populair in de 12e eeuw in Japan, waar het suminagashi ("drijvende inkt") werd genoemd. In de 16e eeuw verspreidde de techniek zich in India en Perzië, waar het kaghaz-i abri ("zonloos papier") werd genoemd.
In Turkije kwam een soortgelijke techniek tot ontwikkeling, die ebru werd genoemd en waarvan het resultaat sterk lijkt op het huidige gemarmerd papier. In het Europa van de 17e en 18e eeuw waren Oosterse kunstvoorwerpen en decoratietechnieken zeer in de mode, waardoor ook gemarmerd papier (ebru of 'Turkenpapier') populair werd. Gemarmerd papier wordt nog steeds in grote hoeveelheden in Venetië gemaakt. Het wordt vooral gebruikt door boekbinders.

## Werkwijze

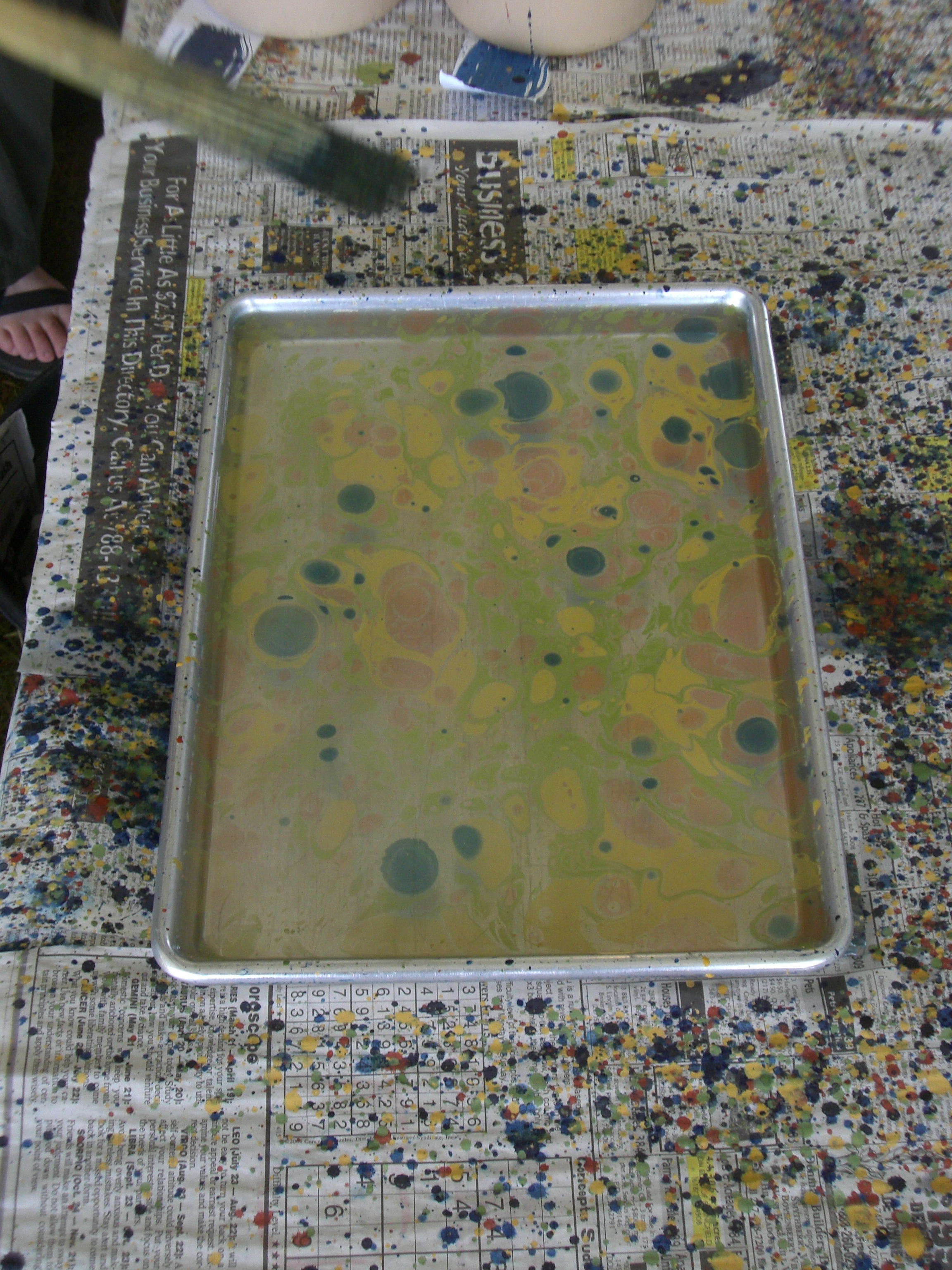
Ondiepe bak met gomwater en waterverf

Marmeren wordt gedaan in een ondiepe bak met gomwater. Gomwater bestaat uit een basis van kitre, tragacanth en chondrus crispus (carragheen of Iers mos) of methylcellulose met zacht (of gedestilleerd) water. Voor hobbyisten kan behangerslijm uit een pakje als basis voldoen. De basis wordt in warm (70 graden) water opgelost (10 liter water met 100 gram basis), bijvoorbeeld met een staafmixer, en daarna een aantal uren beschut weggezet om geheel op te lossen in water. Het gomwater moet voor gebruik geheel glad zijn, zonder luchtbellen, en op kamertemperatuur. Het gomwater op basis van carragheen/kitre is ongeveer 4 à 5 dagen houdbaar, mits het gomwater gekoeld wordt bewaard.
Als verf wordt met terpentijn verdunde olieverf gebruikt. De verf kan op het gomwater worden aangebracht met behulp van kwasten, pipetten, strobosjes, enz. Met behulp van pinnen, kammen en waaiers (in verschillende maten en vormen) kan de verf in verschillende lijnen en figuren worden getrokken. Het trekken van de verf moet voorzichtig worden gedaan, tenzij bewust wordt gekozen voor een 'wild' effect.
Het moeilijkste van het marmeren van papier is dat er steeds op gelet moet worden dat het gomwater niet te dik of te dun is. Bij te dik gomwater zal de verf niet of minder goed spreiden; bij te dun gomwater zal de verf te snel verspreiden, waardoor het maken van patronen niet meer lukt. Daarnaast moet de verf door toevoeging van water, verf/pigmenten en ossengal in balans worden gebracht om de juiste spreidingsgrootte te verkrijgen. Altijd de verf eerst roeren voor gebruik, omdat de drie onderdelen na een kleine rusttijd al gemakkelijk van elkaar kan scheiden.
Pas als het patroon op het gomwater naar wens is, wordt het papier er diagonaal op gelegd. Het papier moet bij voorkeur zuurvrij, maximaal 90 gram/m² en eventueel met aluin behandeld zijn voor een betere en blijvende opname van het patroon. Rijstpapier of handgeschept papier is niet aan te raden. Luchtbellen onder het papier moeten voorkomen worden door het papier rustig en gelijkmatig op het gomwateroppervlak te leggen. Het papier wordt daarna aan twee punten opgepakt en met water afgespoeld. Ook kan men het papier zachtjes over de rand van de bak laten glijden, waardoor het meeste gomwater in de bak achterblijft. Voorkomen moet worden dat er veel gomwater op het papier achterblijft, omdat dit het patroon kan veranderen.
Het papier wordt vervolgens te drogen gehangen of gelegd. Het kan 5 - 12 dagen duren voordat de olieverf geheel droog is. Daarna moet het papier glad gemaakt worden. Daartoe wordt het vochtig gemaakt, bijvoorbeeld met een plantenspuit, en tussen blottingpapier gelegd, daarop een stevige plaat met daarbovenop zware gewichten. Het blottingpapier wordt dan enkele malen tijdens opeenvolgende dagen vervangen, totdat het gemarmerde papier helemaal vlak en droog is. 
Soms wordt het papier een tweede keer gemarmerd. Bij elke volgende marmering moet het gomwater worden schoongemaakt, bijvoorbeeld door met krantenpapier de resten van een eerdere marmering te verwijderen.
Gemarmerd papier werd vaak gebruikt voor omslagen van boeken, met name de binnenkanten van de harde kaft, maar soms ook voor de buitenkant. Elk gemarmerd papier heeft een ander patroon.

## Techniek

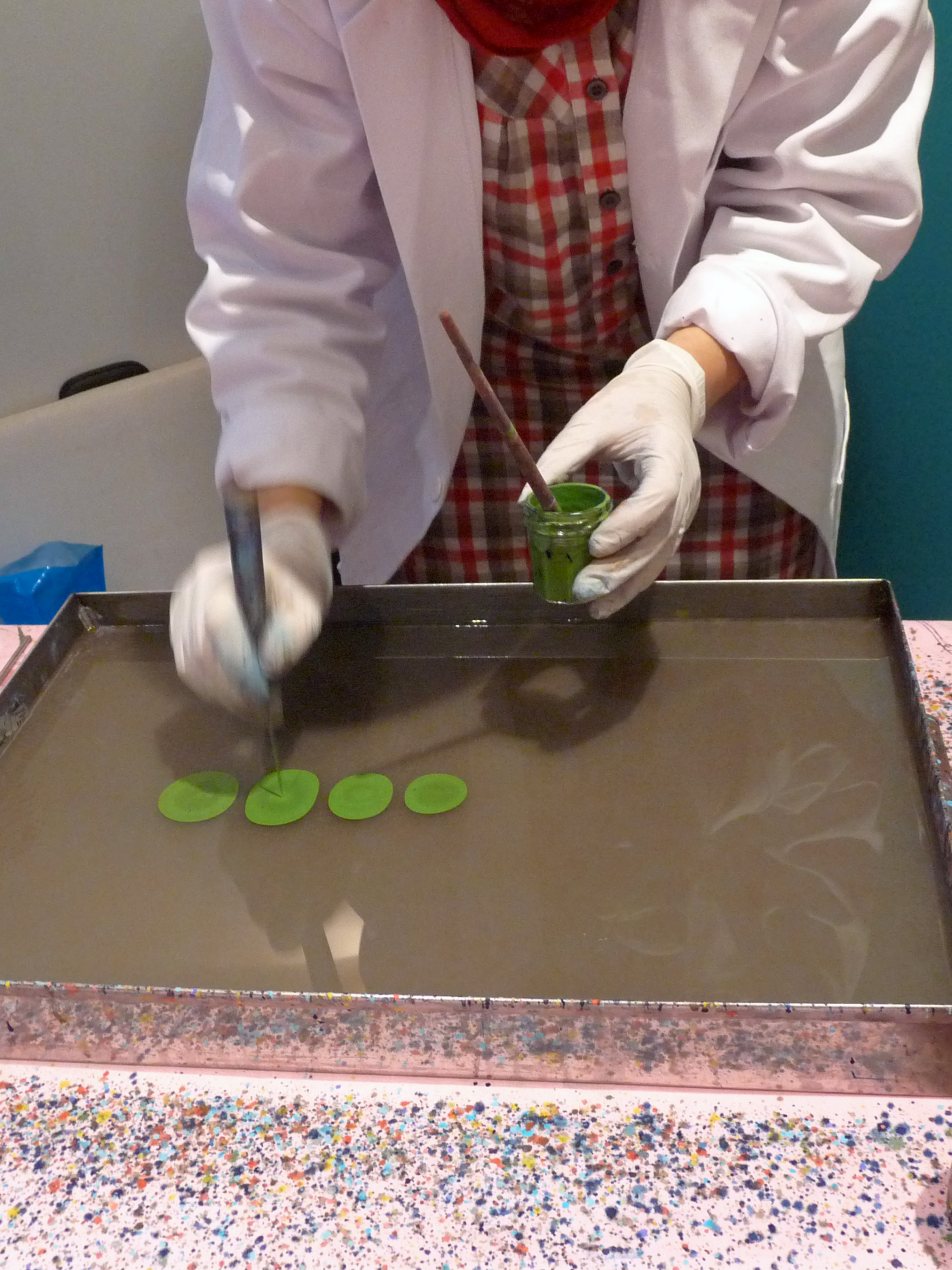
Deponeren verf op gomwater
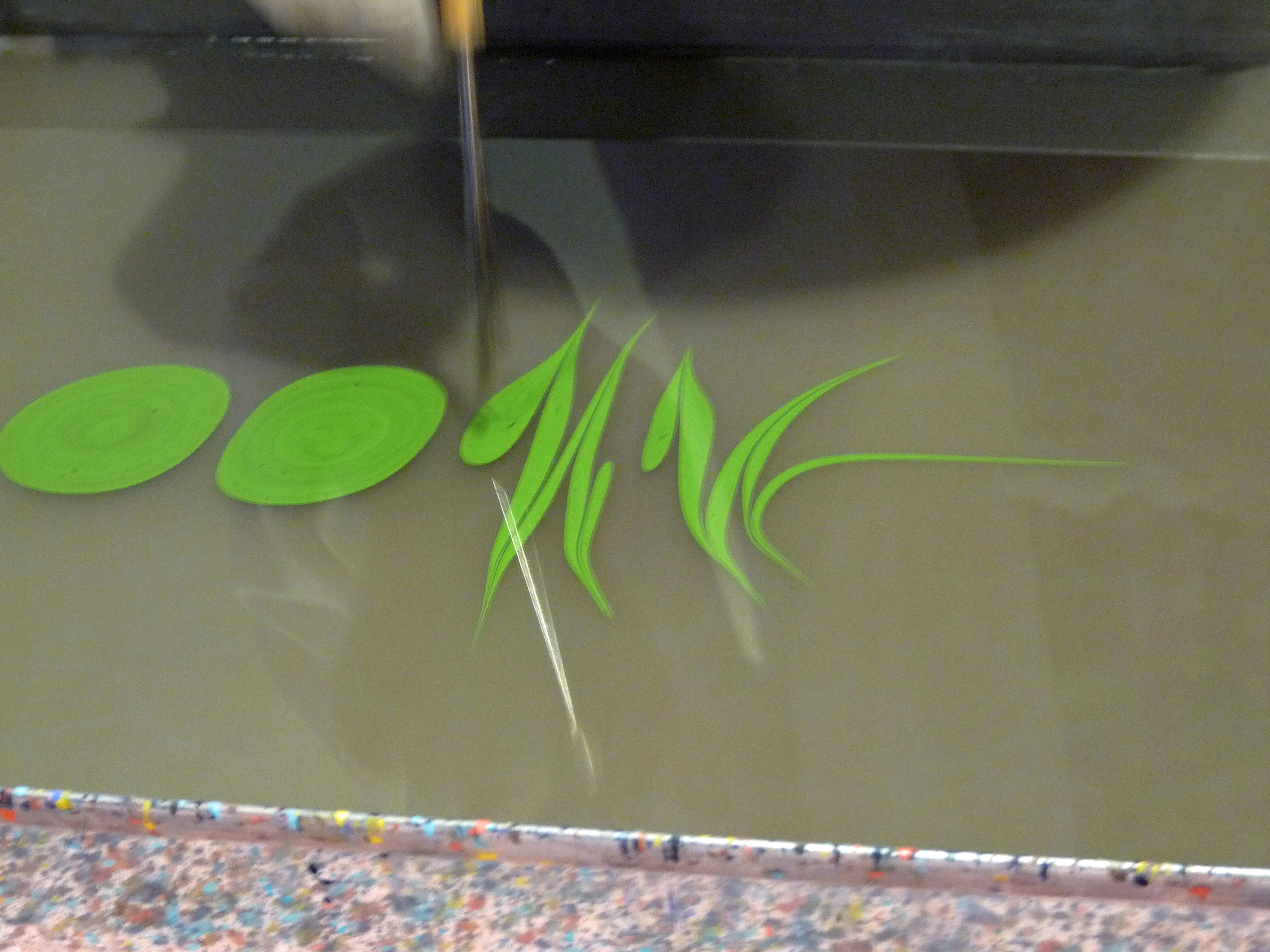
Aanbrengen van motieven
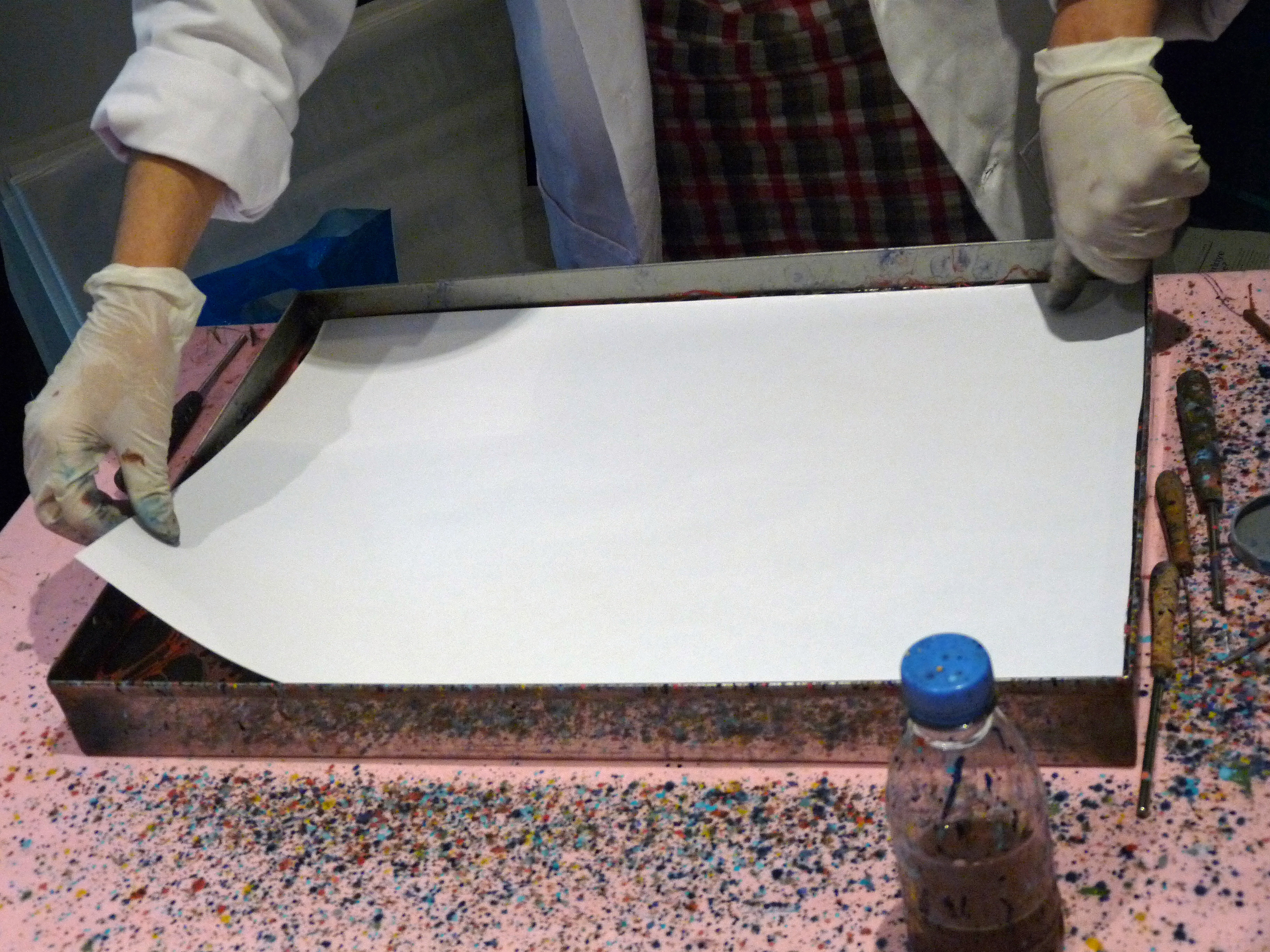
Deponeren papier
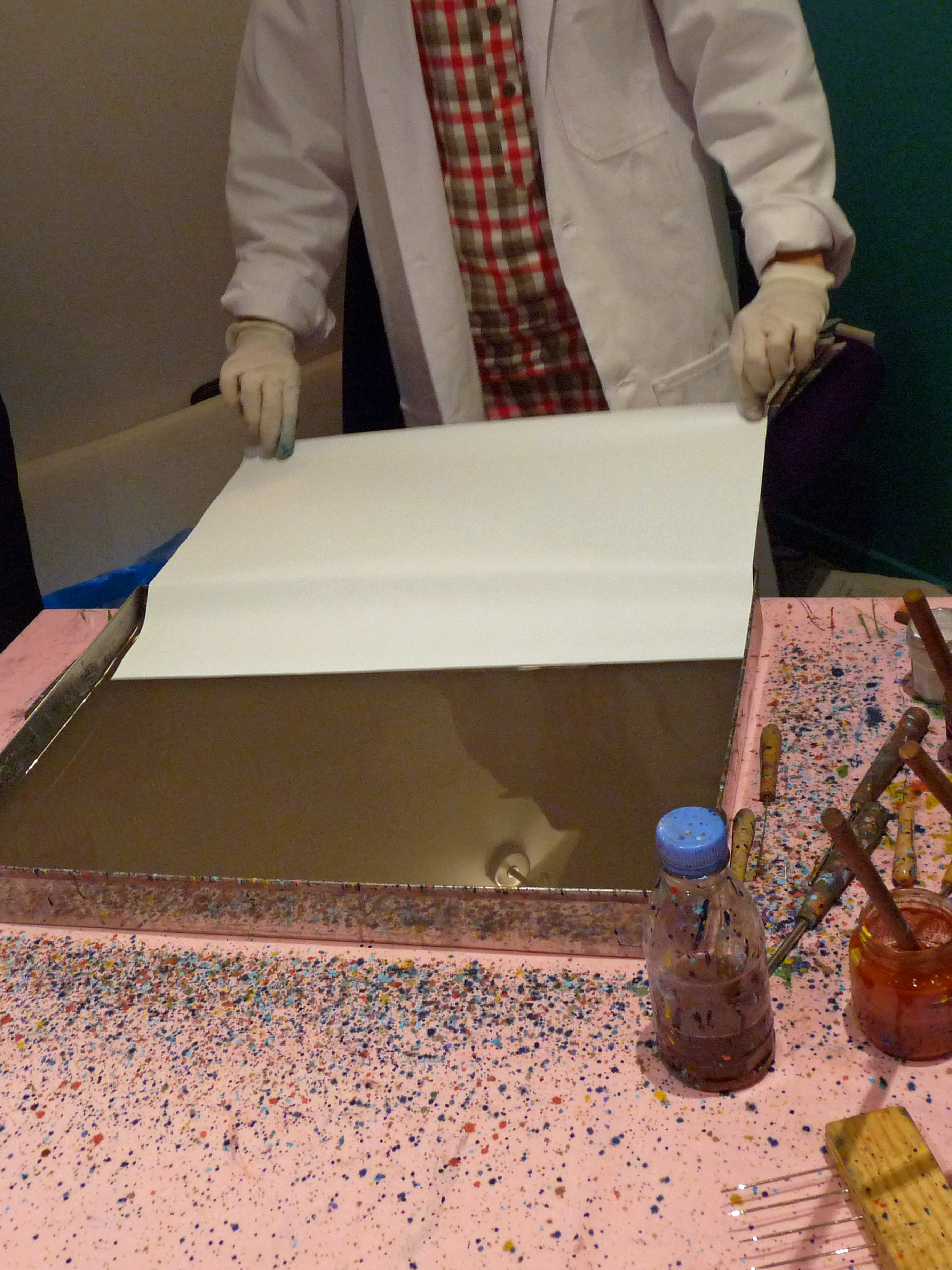
Verwijderen papier
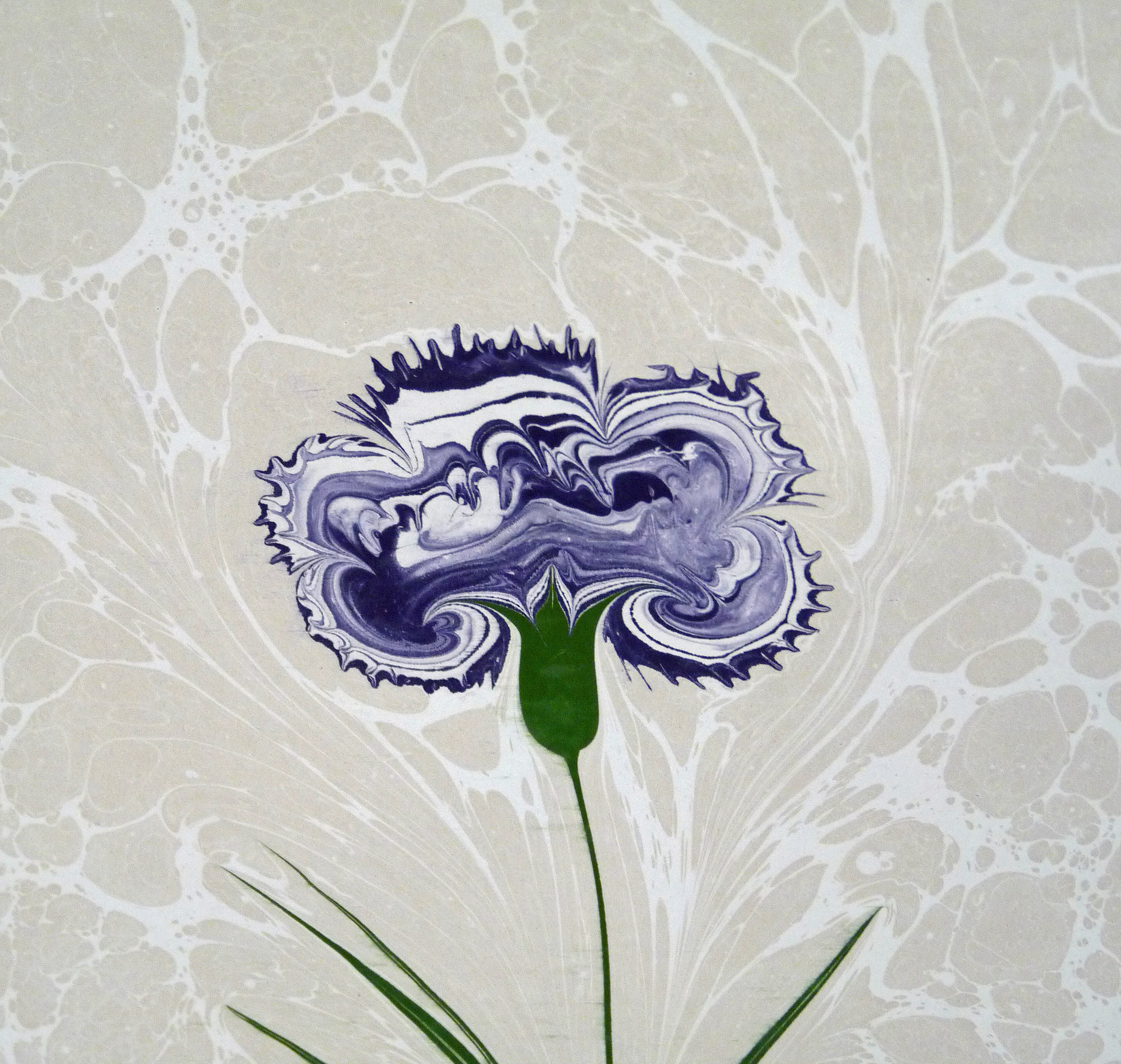
Bereikt resultaat

## Westers marmerpapier

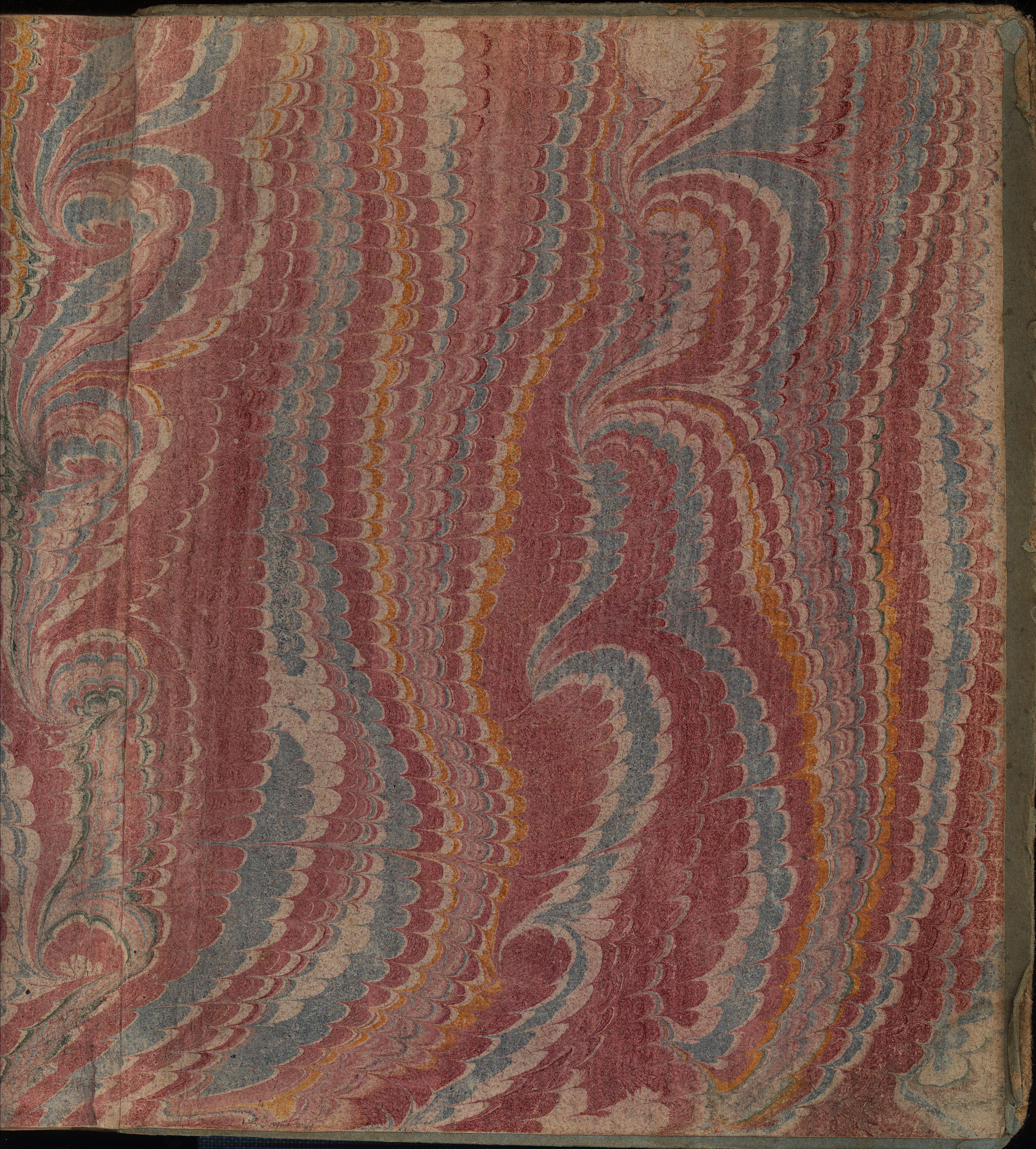
Nederlands/Duits, 1720-70
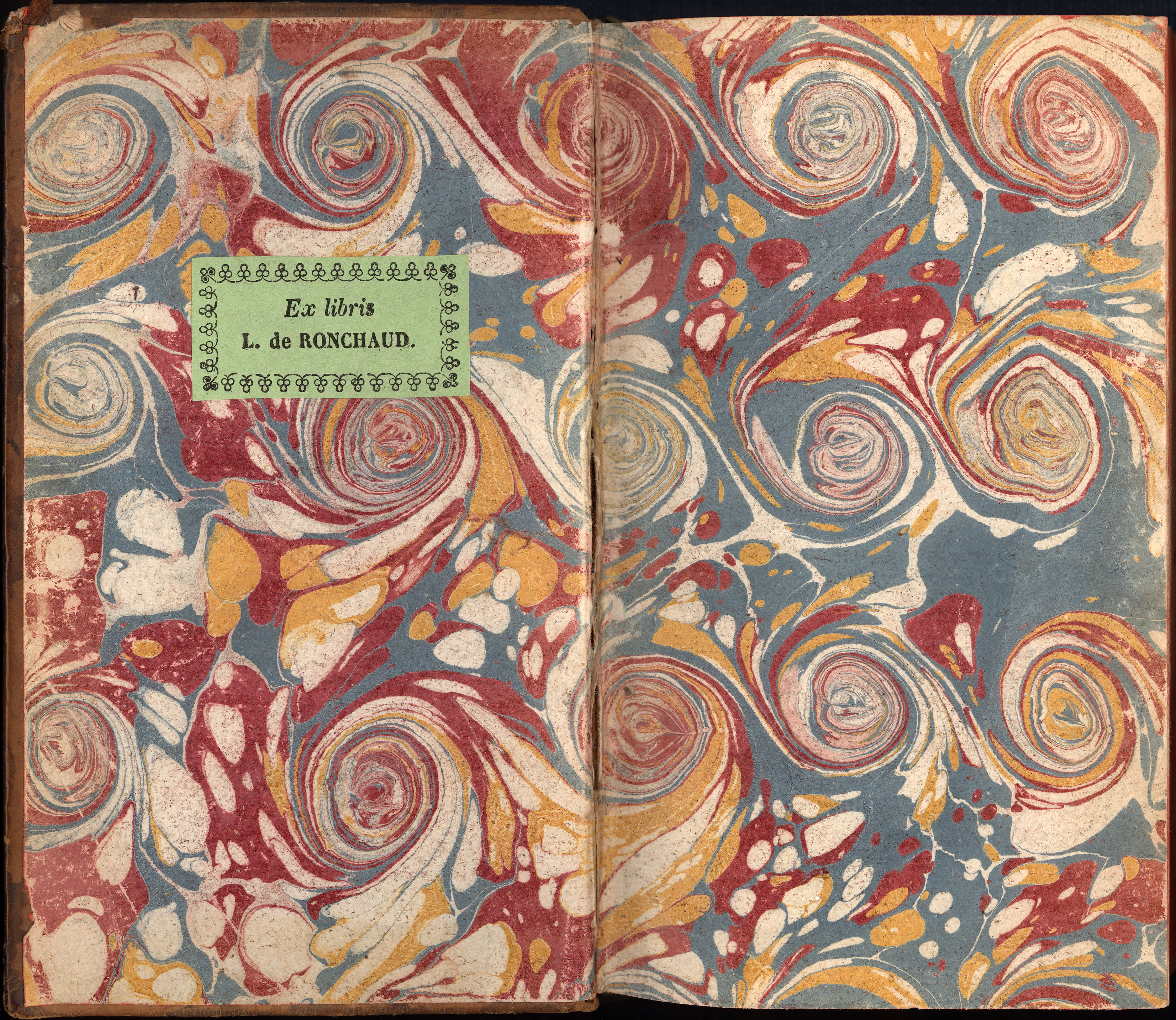
Frans, ca. 1735
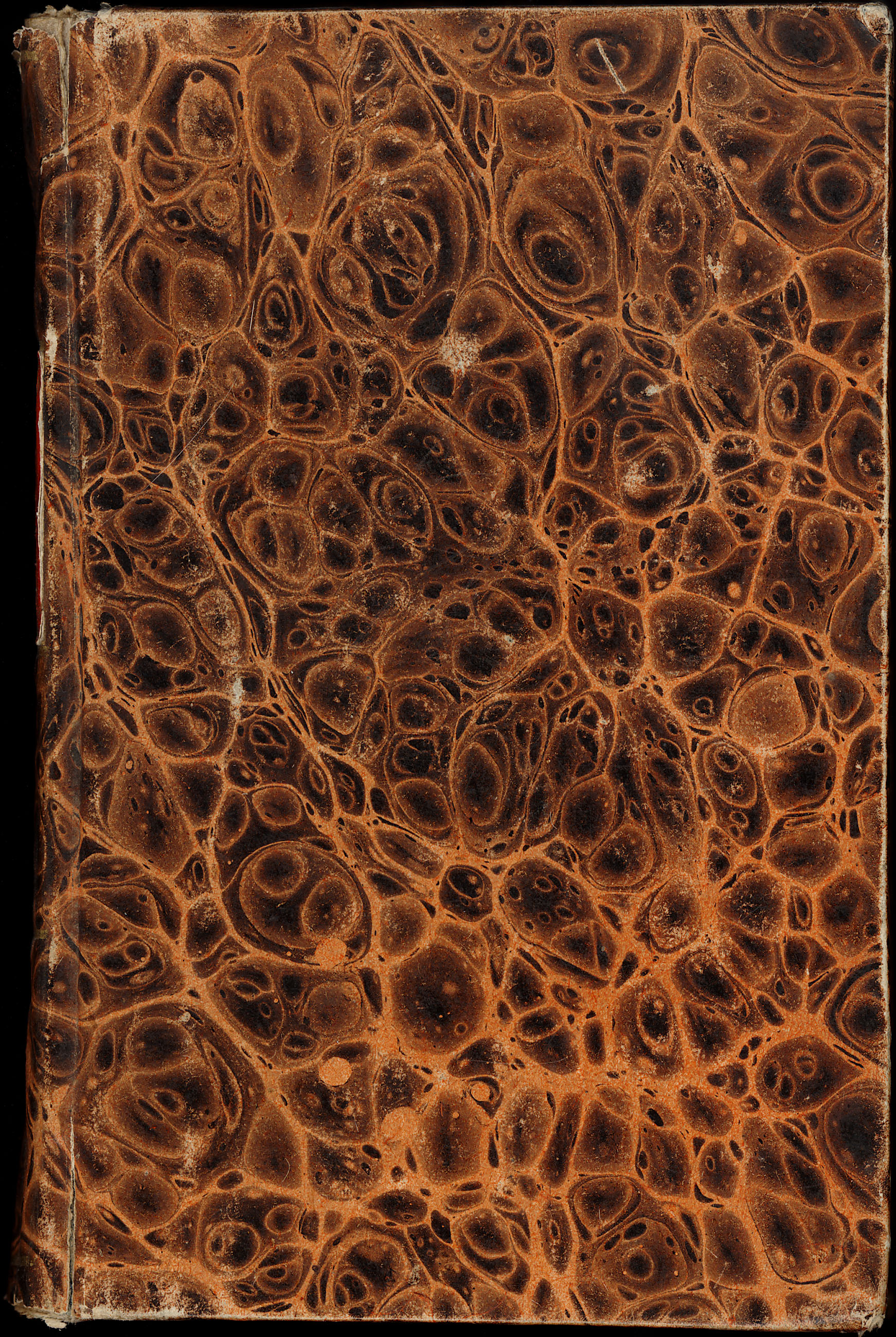
Frans, ca. 1825
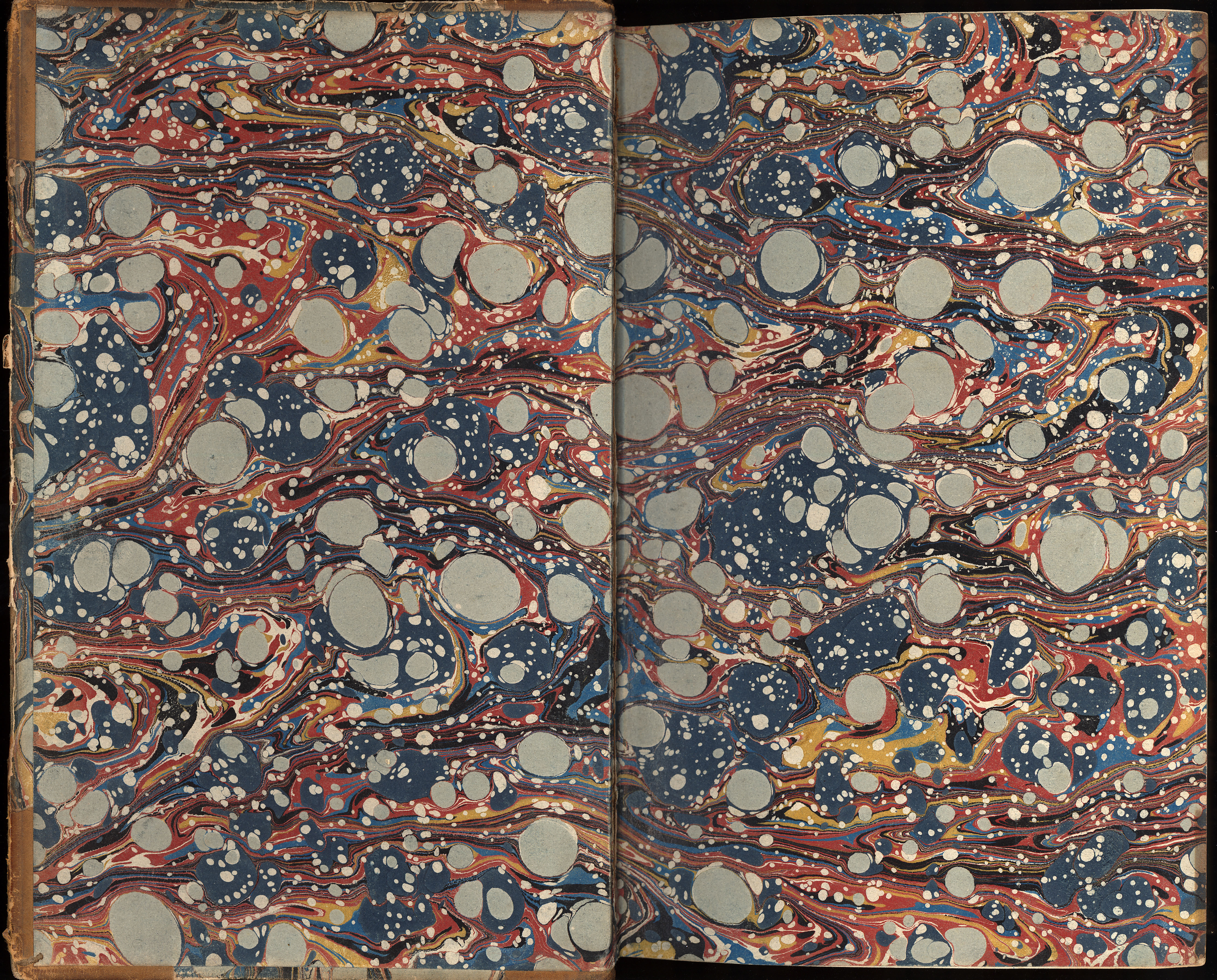
Engels, ca. 1830
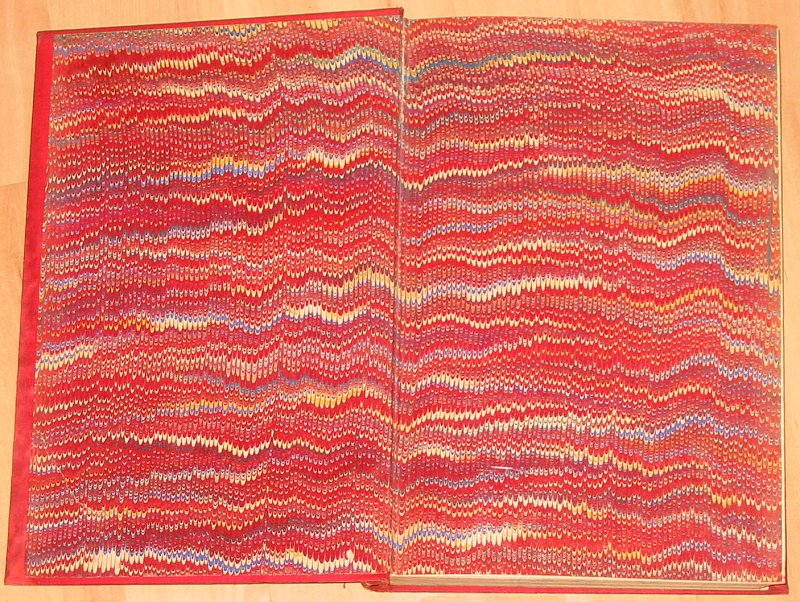
Duits, ca. 1900